# Svaz 90/Zelení
Svaz 90/Zelení (německy Bündnis 90/Die Grünen, zkratka B’90/Grüne) je německá parlamentní politická strana prosazující zelenou politiku. Vznikla v roce 1993 spojením Zelených se Spojenectvím 90. Jejími současnými spolupředsedy jsou od konce listopadu 2024 Felix Banaszak a Franziska Brantnerová. Ve volbách do německého parlamentu 2021 Zelení získali 14,8 % hlasů a stali se jednou ze tří koaličních vládních stran. Ve volbách v roce 2025 získali 11,6 % hlasů.
Svaz 90/Zelení je členem Evropské strany zelených a uskupení Global Greens. Hlavní myšlenkou politiky strany je zachování zdravého životního prostředí v kombinaci s ekonomickou a sociální udržitelností.

## Vývoj na západě a východě Německa
Historie Spojenectví 90/Zelení vychází z dvou kořenů. Ve starých spolkových zemích a v Západním Berlíně vznikly na přelomu 70. a 80. let minulého století místní strany zaměřené na ochranu životního prostředí a na svou dobu nestandardní pohled na sociální a levicovou politiku. Ty se později propojily do celoněmecké strany Zelení, která poprvé kandidovala ve volbách v roce 1983. Mezi roky 1985–1987 měla strana poprvé podíl na moci, když její představitel Joschka Fischer zasednul ve vládě v Hesensku v rámci tzv. rudozelené koalice (SPD-Zelení). Po sjednocení Německa v roce 1990 a odchodu části radikálně levicových členů (fundi) se podpora strany propadla na 5 % a zelení na jedno volební období vypadli z parlamentu.
Druhou linii představují východní německé země. Během přeměny režimu v roce 1989 se propojilo několik hnutí zaměřených na obranu míru a lidských práv (Initiative Frieden und Menschenrechte, Demokratie Jetzt, Neues Forum) do Spojenectví 90. V roce 1993 došlo k propojení Zelených a Spojenectví 90 do společné strany, která ve stejné podobě funguje dodnes. O rok později se sloučená strana vrátila do Bundestagu a mezi roky 1998–2005 se poprvé účastnila práce ve spolkové vládě v rámci koalice se sociálními demokraty. Ve volbách v roce 2009 dosáhli B’90/Grüne historického úspěchu, když získali 10,7 % hlasů. V současné době jsou v koalici s SPD v Brémách, Porýní-Falcku a Severním Porýní-Vestfálsku, účastní se také v jamajské koalici v Sársku (CDU-FDP-Zelení). V Bádensku-Württembersku od května 2011 zastává člen zelených Winfried Kretschmann post předsedy vlády.
| Výsledky B'90 a Zelených ve spolkových volbách | Výsledky B'90 a Zelených ve spolkových volbách | Výsledky B'90 a Zelených ve spolkových volbách |
| Volby                                          | %                                              | Křesel                                         |
| ---------------------------------------------- | ---------------------------------------------- | ---------------------------------------------- |
| Rok 1980                                       | 1,5 %                                          | –                                              |
| Rok 1983                                       | 5,6 %                                          | 28                                             |
| Rok 1987                                       | 8,3 %                                          | 44                                             |
| Rok 1990                                       | 4,8 % (Zelení) 6,0 % (B'90)                    | – 08                                           |
| Rok 1994                                       | 7,3 %                                          | 49                                             |
| Rok 1998                                       | 6,7 %                                          | 47                                             |
| Rok 2002                                       | 8,6 %                                          | 55                                             |
| Rok 2005                                       | 8,1 %                                          | 51                                             |
| Rok 2009                                       | 10,7 %                                         | 68                                             |
| Rok 2013                                       | 8,4 %                                          | 63                                             |

## Historie strany

### Počáteční fáze – 13. leden 1980 – slučovací sjezd
Zelení ve Spolkové republice Německo vznikli z širokého proudu ekologických, mírových a sociálních sdružení 70. let 20. století, ale i studentských vůdců z roku 1968. Strana Bündis 90/Die Grünen přesto bývá v různých dobách kritizována z neoliberálních kruhů jako z nacismu vycházející omezovači svobody. Podobně jako United Tasmania Group v Austrálii nebo Values Party na Novém Zélandu se rozhodli spojit síly a usilovat o prosazení svých požadavků prostřednictvím svého zastoupení v parlamentu. 13. ledna 1980 došlo v Karlsruhe ke slučovacímu sjezdu, na kterém stovky občanských aktivistů založili celoněmecké Zelené. Strana od počátku stavěla na maximálním důrazu na ochranu životního prostředí, na odporu k jakémukoliv využívání jaderné energie, na podpoře mírových a ženských hnutí. Do zakladatelské generace se řadí mj. Joschka Fischer, Antje Vollmerová, Petra Kellyová, Rudi Dutschke, Undine von Blottnitz nebo český emigrant Milan Horáček.

### 80. léta 20. století – Parlamentní reprezentace na spolkové úrovni
V roce 1982 se konzervativní frakce odštěpila a vytvořila neúspěšnou Ekologickou demokratickou stranu. V Zelených zůstali ti, kdo byli silně pacifističtí, byli proti omezení imigrace, prosazovali legalizaci konopných drog, měli vztah k boji za práva gay a lesbické komunity. Zejména však měli blízko k politice založené na protestu a občanské neposlušnosti, aktivně podporovali demonstrace proti jaderným zbraním, jaderné energii a proti novým dopravním stavbách. Ti, kteří v té době stranu opustili, většinou schvalovali cíle strany, ale nesouhlasili s aktivistickými prostředky boje.
Po několika úspěších ve volbách na úrovni spolkových zemí strana v roce 1983 získala 5,7 % a 27 křesel v Bundestagu. Mezi důležitá společenská témata v té době patřila otázka umístění balistických raket středního doletu Pershing II na území Spolkové republiky Německo. Zelení dokázali těžit z občanského odporu proti těmto plánům a to jim přineslo volební úspěch. Ještě v roce 1985 na sjezdu strany však někteří členové propagovali intimní styk s dětmi. Jejich podpora dále stoupla po jaderné katastrofě v Černobylu v roce 1986 a s rostoucí informovaností veřejnosti o vlivu lidské činnosti na stav životního prostředí (kyselé deště a s tím spojené odumírání lesů, znečištění ovzduší vlivem průmyslu a dopravy, ozonová díra a rostoucí riziko UV záření, Globální oteplování). V roce 1987 stoupla podpora Zelených na 8,3 %.

### 90. léta 20. století – obnovení jednotného Německa, neúčast ve spolkovém parlamentu a opětný návrat

Logo východoněmecké Strany zelených z roku 1990

Během kampaně před volbami do Bundestagu v roce 1990 se Zelení nepřipojili k vlně podpory německého patriotismu a nacionalismu vycházející ze znovusjednocení Německa a nadále se drželi svých programových priorit (jedno z volebních hesel znělo Ostatní mluví o Německu, my mluvíme o klimatu!). Během voleb byl navíc uplatněn systém sčítání hlasů, kde se tato uzavírací klauzule počítala zvlášť ve východních a západních zemích SRN. Následkem toho Zelení na čtyři roky vypadli z parlamentu, protože v západních zemích těsně nepřekonali 5% hranici pro získání mandátů. Naproti tomu tehdy samostatní východoněmečtí zelení díky spojení s širokým proudem lidskoprávních a ekologických aktivistů do volebního bloku Spojenectví 90 získali 6 % a 8 míst v parlamentu.
V roce 1993 se východní Spojenectví 90 a západoněmečtí Zelení propojili do jednotné strany a ve volbách v roce 1994 se se ziskem 7,3 % hlasů vrátili do parlamentu.

### 1998–2002: Zelení ve vládě, hledání rovnováhy mezi volebním programem amírou jeho prosazování
Ve spolkových volbách v roce 1998 přes mírný pokles zisku na 6,7 % si zelení udrželi 47 míst v Bundestagu a poprvé vstoupili do celoněmecké koaliční „rudo-zelené“ vlády (SPD-B’90/Grüne). Joschka Fischer se staů místopředsedou vlády a ministrem zahraničí, přičemž ve vládě zasedali ještě další dva zelení (Andrea Fischer, později Renate Künast a Jürgen Trittin).
V té době se ve straně rozhořel spor ohledně německé účasti na vojenských akcích Severoatlantické aliance (NATO) v Kosovu. Poté, co došlo k vůbec prvnímu nasazení německých vojáků v zahraničí po druhé světové válce, ze strany odešla řada protiválečně orientovaných členů. Tento vnitřní konflikt způsobil odklon voličů a sérii volebních porážek strany na komunální a zemské úrovni. Další propad popularity zaznamenala strana poté, co vyšlo najevo, že odklon Německa od využívání jaderné energie nebude tak rychlý a bude provázeno řadou kompromisů. V roce 2001 strana prožila další krizi, když část zelených poslanců odmítlo hlasovat pro vládní plán nasadit německé vojáky pro invazi do Afghánistánu.
Strana Zelených dosáhla splnění jednoho předvolebního slibu, když ve vládě prosadila postupné omezování až úplný zákaz používání jaderné energie pro výrobu elektřiny v Německu. Tehdejší ministr životního prostředí, ochrany přírody a jaderné bezpečnosti Jürgen Trittin dohodl s energetickými společnostmi postupné ukončování provozu devatenácti jaderných elektráren do roku 2020 (tohoto cíle bylo nakonec dosaženo v roce 2022).

### 2002–2005: Druhá účast Zelených ve spolkové vládě

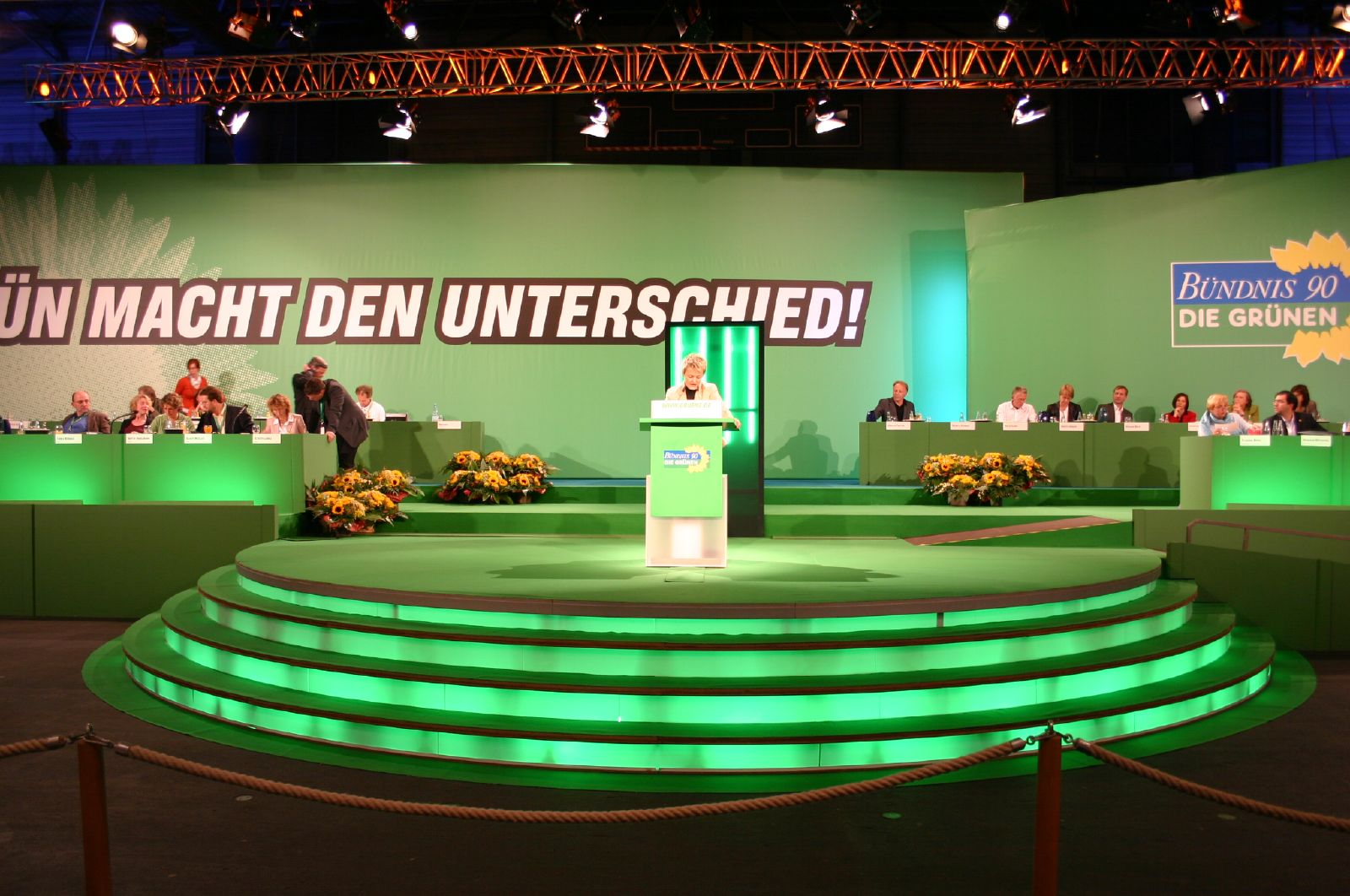
Sjezd Zelených v roce 2005 v Oldenburgu

I přes krizové momenty v předchozím období Zelení v roce 2002 získali ve spolkových volbách vyšší podporu než v předchozích volbách – 8,6 % tzv. druhých hlasů a 55 mandátů v poněkud zmenšeném Spolkovém sněmu. Pravděpodobným důvodem pro tento úspěch bylo, že dostatečný počet voličů ocenil otevřenou vnitrostranickou debatu o válce v Afghánistánu. Hans-Christian Ströbele, který hlasoval proti nasazení německých jednotek v této válce, byl dokonce jako historicky první člen Zelených zvolen do Bundestagu tzv. přímou volbou, dostal tedy ve svém volebním obvodu nejvíce hlasů ze všech kandidátů.
Přestože sociální demokraté (SPD) pod vedením Spolkový kancléřkancléře Gerhard Schröder ve volbách výrazně ztratila, rudo-zelená koalice měla dostatek hlasů, aby její vláda pokračovala v dalším volebním období. Joschka Fischer se opět stal ministrem zahraničí, Renate Künast ministryní pro ochranu spotřebitelů, výživu a zemědělství, a Jürgen Trittin ministrem pro životní prostředí.
Ve straně se v té době nedařilo najít řešení pro dlouhodobý spor, jestli mohou být členové parlamentu zvolení za Zelené zároveň členy vedení strany. Na dvou sjezdech nebyl nalezen kompromis a výsledkem bylo, že se spolupředsedové a zároveň poslanci Fritz Kuhn a Claudia Rothová museli vzdát vedoucí pozice ve straně. Byli nahrazeni bývalým generálním tajemníkem Reinhardem Bütikoferem a bývalou členkou Spolkového sněmu Angelikou Beerovou. Později bylo toto přísné pravidlo o zákazu souběhu vnitrostranických a veřejných funkcí opět uvolněno. V roce 2004 se Beerová stala členkou Evropského parlamentu a Claudia Rothová se vrátila na pozici spolupředsedkyně.
Kandidátku Zelených pro volby do Evropského parlamentu v roce 2004 vedli Rebecca Harmsová a někdejší francouzský europoslanec Daniel Cohn-Bendit, který má občanství obou států. Strana získala 13 z 99 křesel (vyhrazených pro Německo) tedy více než 13 % hlasů, což bylo vysvětlováno klesající oblibou SPD a přesunem volebních preferencí k rovněž levicovými Zeleným. V dubnu 2005 byla z provozu vyřazena první jaderná elektrárna v Obrigheimu. 
V květnu 2005 přišli Zelení o poslední rudo-zelenou koalici na úrovni spolkových zemí, když vláda Severního Porýní-Vestfálska prohrála hlasování o důvěře. Jedinou koaliční vládou spojující SPD a  Svaz 90/Zelené zůstala tehdy spolková vláda. Ve stejném roce proběhly celoněmecké volby, ve kterých Zelení sice téměř obhájili svoji pozici, když obdrželi 8,1 % hlasů a 51 poslaneckých křesel. Po volbách vznikla koalice CDU/CSU a SPD a  spolková vláda pod vedením kancléřky Angely Merkelové.

### 2005–2021: Zelení v opozici

Mapa znázorňující podporu Zelených v německých spolkových volbách v roce 2009

Téměř dva roky po volbách v roce 2005 nebyli Zelení součástí žádné vlády na federální i zemské úrovni. V červnu 2007 vstoupili do koalice s SPD v Brémách. V dubnu 2008 vstoupili Zelení v Hamburku do koalice s CDU, kde přes celou řadu nepříjemných ústupků (výstavba uhelných elektráren, prohloubení Labe…) prosadili i pozitivní věci (reforma školství, obnova tramvajové dopravy, na pěší chůzi zaměřené územní plánování). Koalice se rozpadla v roce 2010.
Po sárských volbách v roce 2009 nebylo možné vytvořit koalici dvou stran. Zelení odmítli rudo-rudo-zelenou koalici s SPD a Die Linke a upřednostnili účast v pravicové vládě s CDU a FDP (kvůli barvám těchto stran a podobnosti s jamajskou vlajkou se jí říká jamajská koalice).
Ve volbách v Porýní-Falcku a Bádensku-Württembersku v roce 2011 se zelení poprvé stali větší stranou vzniklé koalice a díky tomu se Winfried Kretschmann stal prvním zeleným předsedou vlády.
Ve volbách v Berlíně v září 2011 získali 17,5 % hlasů.

### Od 2021: Zelení součástí německé vládní koalice

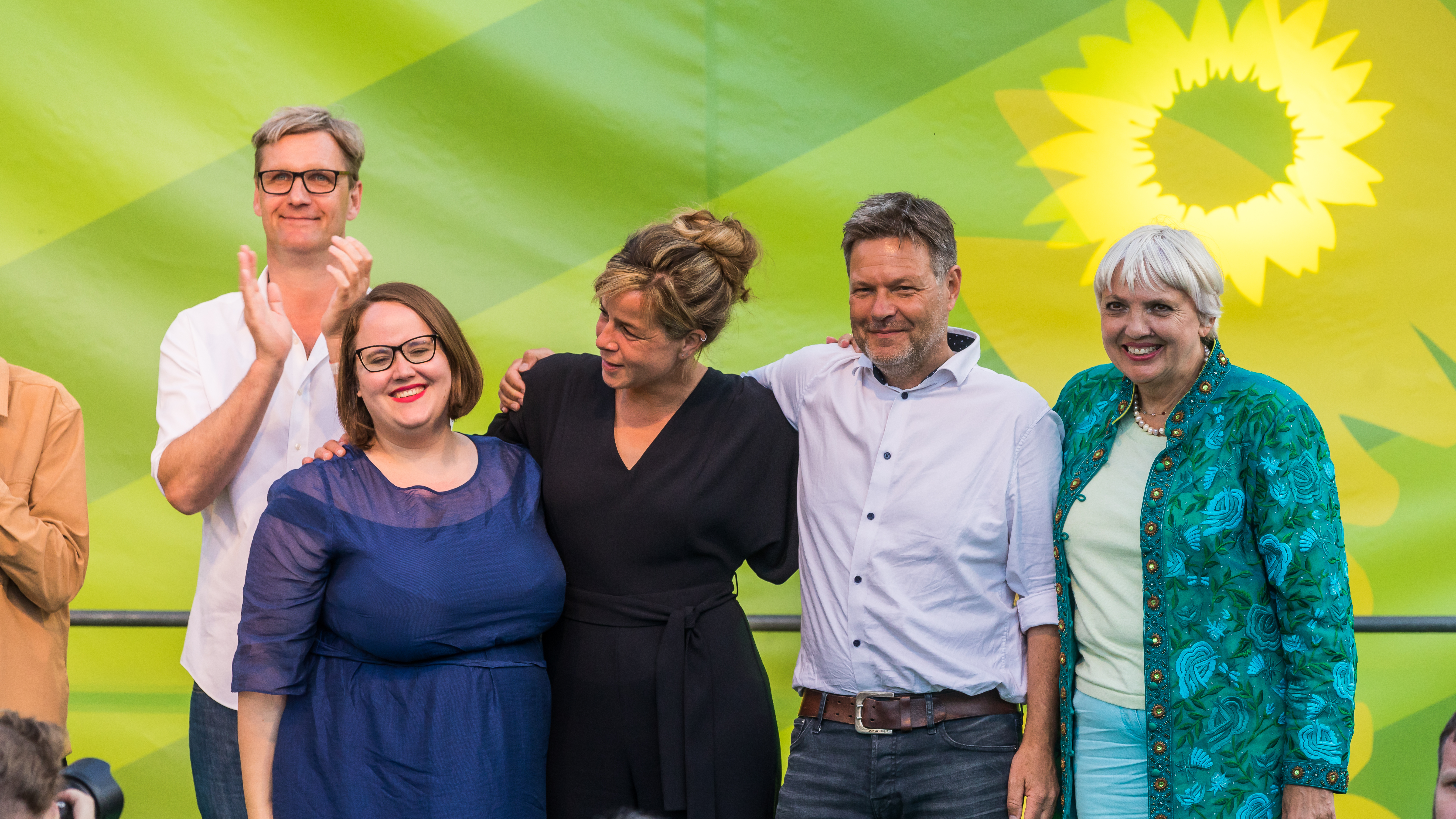
Současná spolupředsedkyně Svazu 90/Zelených Ricarda Langová (druhá zleva) při volebním shromáždění strany v Severním Porýní-Vestfálsku 2022. Zcela vpravo Claudia Rothová, vedle ní Robert Habeck, spolkový ministr hospodářství

Ve volbách do Německého spolkového sněmu 2021 hlasovalo pro tuto stranu 14,8 % voličů (tzv. druhé hlasy). Po vyjednáváních o vzniku koalice s SPD a FDP a vládním programu vstoupil Svaz 90/Zelení do nové spolkové vlády vedené kancléřem Olafem Scholzem. Ta se nicméně v listopadu 2024 rozpadla.

## Politika strany

### Jaderná energie
Strana už od svého založení požaduje zastavení stavby nových a provozu stávajících jaderných elektráren. Náhradou měly být maximalizovány úspory energií v domácnostech i průmyslu v kombinaci s rozvojem obnovitelných zdrojů energie. Po černobylské katastrofě v roce 1986 se zelení v této otázce radikalizovali a doporučovali rychlé vystoupení Německa z jádra. Protijaderná rétorika opět zesílila po katastrofě elektrárny v japonské Fukušimě. Na přechodnou dobu, než obnovitelné zdroje budou plnit dominantní roli v energetice, zelení upřednostňují výrobu energií ze zemního plynu.
Energetické otázky a vliv energetiky na životní prostředí patří k nejzásadnějším pilířům politiky německých zelených. Strana požaduje, aby v roce 2040 – i s ohledem na klesající využitelné zásoby fosilních paliv – bylo Německo ze 100 % závislé na obnovitelných zdrojích. V tom vidí nejen prospěch pro životní prostředí, ale i potenciál pro ekonomický rozvoj, vědu a výzkum a tvorbu nových pracovních míst.

### Životní prostředí a ochrana klimatu
Hlavním cílem politiky zelených je udržitelný rozvoj. V programu se objevuje důraz na důsledné posuzování vlivu ekonomického růstu, energetiky nebo dopravy na životní prostředí, protože zelení uznávají právo každého jedince na zdravé životní prostředí. To se projevilo např. během účasti zelených v rudo-zelené koalici (1998–2005), kdy jejich ministři položili základ podpory zemědělství šetrného k přírodě.
Významná je také otázka globální změny klimatu, přičemž strana sleduje jak ryze přírodní následky tohoto jevu pro život na Zemi, tak jejich rozměr bezpečnostní a sociální. Právě zelení se zasadili o to, že německé hospodářství sníží do roku 2020 množství vypouštěných skleníkových plynů oproti roku 1990 o 40 %.

### Doprava
Doprava má významný vliv na místní i globální podnebí a proto patří mezi klíčové body programu B’90/Grüne. Kladou důraz na místní ekonomiku, tedy výrobu zboží a poskytování služeb přímo v místě spotřeby. Požadují, aby do ceny dováženého zboží byly započítávány i externality – nepřímé náklady v podobě dopadu tohoto transportu na životní prostředí, investiční náklady států na budování dopravní infrastruktury a na zdraví obyvatel (např. prostřednictvím mýta). Navrhují, aby tzv. příspěvek na mobilitu (bez ohledu na využívaný prostředek) vystřídal dnes běžný zaměstnanecký benefit – služební auto. Při osobní i nákladní dopravě upřednostňují před silniční dopravou železnici. Jedním z cílů strany je, aby prostřednictvím státních subvencí došlo k rozvoji masové výroby elektromobilů s tím, že v roce 2020 jich na německých dálnicích bude okolo dvou milionů. [zdroj?]

## Voličská podpora
Politologický průzkum společnosti Infratest Dimap zjistil[kdy?], že mezi voliči Svazu 90/Zelených jsou zejména vzdělanější osoby s vyššími příjmy (příjem vyšší než 2000 eur měsíčně). Zelení v posledních volbách[kdy?] získali nejvíce hlasů mezi voliči ve věku 34–42 let. Významně vyšší podpora Zelených je ve městech než na venkově (s výjimkou míst poškozených povrchovou těžbou, dříve také v blízkosti jaderných provozů). Mezi místa se značnou podporou této strany patří velkoměsta Bonn, Kolín nad Rýnem, Stuttgart, Berlín, Hamburk a Frankfurt nad Mohanem, do jisté míry také Mnichov. Stabilní podporu má Svaz 90/Zelení v univerzitních městech – Freiburg im Breisgau, Tübingen, Konstanz, Oldenburg, Darmstadt, Heidelberg nebo Göttingen. Nižší podpora se projevila ve Východním Německu, tedy v zemích bývalé Německé demokratické republiky.

## Významní členové
- Tarek Al-Wazir
- Annalena Baerbocková
- Marie-Luise Becková
- Volker Beck
- Reinhard Bütighofer
- Katrin Göringová-Eckardtová
- Joschka Fischer
- Robert Habeck
- Anton Hofreiter
- Winfried Kretschmann
- Fritz Kuhn
- Renate Künastová
- Ricarda Langová
- Omid Nouripour
- Cem Özdemir
- Boris Palmer
- Simone Peterová
- Claudia Rothová
- Hans-Christian Ströbele
- Jürgen Trittin

## Další
Spojenectví 90/Zelení bylo součástí německé koaliční vlády mezi roky 1998 a 2005, kdy jeho lídr Joschka Fischer byl ministrem zahraničních věcí a vicepremiérem. Je světově nejúspěšnější zelenou stranou s významným vlivem na německou i evropskou politiku.
Strana má dva předsedy, jsou jimi Felix Banaszak a Franziska Brantnerová.
V Evropském parlamentu zasedá 12 poslanců. V letech 2004 až 2009 byl poslancem také český emigrant Milan Horáček.